# Jabłoniec (województwo dolnośląskie)
Jabłoniec (niem. Neu Gablenz)  – kolonia w Polsce, położona w województwie dolnośląskim, w powiecie zgorzeleckim, w gminie Sulików.
Jabłoniec to niewielka kolonia leżąca na jej wschodnim skraju wsi Miedziana, na Pogórzu Izerskim, na południowo-zachodnim krańcu Wzgórz Zalipiańskich, na wysokości około 345–350 m n.p.m. Niedaleko miejscowości znajduje się źródło rzeki Czerwona Woda.

## Historia
Jabłoniec powstał około 1650 roku jako kolonia założona przez uchodźcow z Czech. Miejscowość nigdy nie rozwinęła się, w 1825 roku było tu 11 domów. W 1840 roku liczba domów wzrosła do 19, a liczba mieszkańców potroiła się. W następnych latach Jabłoniec zaczął się wyludniać, a liczba gospodarstw spadła do 16. Po 1945 roku zasiedlono tylko część domów, w 2003 były tam tylko 3 gospodarstwa.
W latach 1975–1998 kolonia administracyjnie należała do województwa jeleniogórskiego.
Do 2023 r. miejscowość była kolonią wsi Miedziana.

## Szlaki turystyczne
Przez Jabłoniec prowadzi szlak turystyczny:
- z Zawidowa do Leśnej.